# Varennes (Quebec)
Varennes é uma cidade localizada no subúrbio de Montreal, no sudeste da província de Quebec no Canadá.